# Сан-Чезарио-ди-Лечче
Сан-Чезарио-ди-Лечче (итал. San Cesario di Lecce) — коммуна в Италии, располагается в регионе Апулия, в провинции Лечче.
Население составляет 8065 человек (2008 г.), плотность населения составляет 1152 чел./км². Занимает площадь 7 км². Почтовый индекс — 73016. Телефонный код — 0832.
Покровителем коммуны почитается святой Кесарий из Террачины, празднование в четвёртое воскресение июля.

## Демография
Динамика населения:

## Администрация коммуны
- Официальный сайт: http://www.comunesancesariodilecce.it/index.htm Архивная копия от 3 марта 2016 на Wayback Machine